# Кафедральный собор пророка Илии
Кафедральный собор пророка Илии (араб. كاتدرائية النبي إلياس‎) — греческая православная церковь в христианском квартале Аль-Дждайда в Алеппо, Сирия. Собор принадлежит греческой православной епархии Алеппо. Был освящен в декабре 2000 года как новый греческий собор в Алеппо.

## Характеристика
Собор представляет собой кирпичное строение с двухбашенным фасадом, увенчанным куполом.

## История

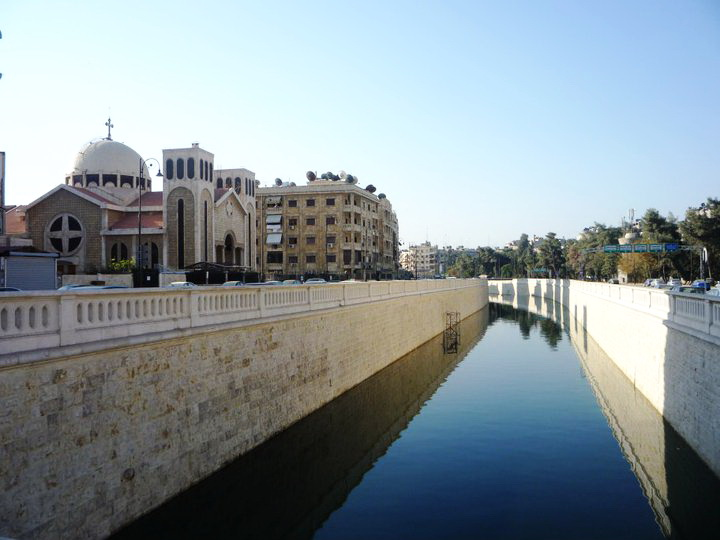
Вид на Кафедральный собор в 2011 году

Кафедральный собор пророка Илии был построен в конце XX-го века и освящен 17 декабря 2000 года. Заменил историческую Греческую православную церковь Успения Богородицы в качестве главного греческого собора города Алеппо. После освящения стал новым собором греческой православной епархии Алеппо.
В апреле 2013 года во время гражданской войны в Сирии греческий православный архиепископ Павел (Язиджи), проживавший в соборе, был похищен вместе с сирийским православным архиепископом Йоханной Ибрагимом боевиками, предположительно связанными с Исламским государством Ирака и Леванта. С тех пор эти два священнослужителя являются пропавшими без вести, а греческий православный Кафедральный собор пророка Илии с 2013 по 2021 год оставался без архиепископа. В конце 2021 года новым архиепископом был назначен Ефрем Маалюли.